# 池田町ウヱマツ
池田町ウヱマツ（いけだちょうウヱマツ）は、徳島県三好市の町名。郵便番号は778-0010。

## 地理
北は池田町シンマチ、西は池田町ヲウトウ、東は池田町ハヤシ、北は池田町ヤサンにそれぞれ接する。山間地で、人口も極めて少ない。

## 歴史
- 2006年（平成18年）3月1日 - 三好郡池田町が三野町・山城町・井川町・東祖谷山村・西祖谷山村と合併して三好市が発足し、現在の町名となる。

## 世帯数と人口
2021年（令和3年）12月31日現在の世帯数と人口は以下の通りである。
| 町丁           | 世帯数 | 人口 |
| -------------- | ------ | ---- |
| 池田町ウヱマツ | 4世帯  | 8人  |

## 小・中学校の学区
市立小・中学校に通う場合、学区は以下の通りとなる。
| 番地 | 小学校             | 中学校             |
| ---- | ------------------ | ------------------ |
| 全域 | 三好市立池田小学校 | 三好市立池田中学校 |

## 施設
- 池田トンネル - 徳島自動車道。

## 交通

### 鉄道
- 地内に駅はなく、最寄り駅はJR土讃線 阿波池田駅

### 道路
都道府県道
- 香川県道・徳島県道5号観音寺池田線